# 马尔科姆·佩奇
马尔科姆·佩奇 （英語：Malcolm Page，1972年3月22日—）是澳大利亚帆船运动员。他6岁开始学习帆船，之后与队友内森·威尔莫特曾在470级双人艇项目获得5项世界头衔。在青岛奥帆赛该项目中，他们夺得金牌。